# 臺北北警察署
原臺北北警察署位於臺北市大同區，為臺北市市定古蹟，曾為臺北市政府警察局大同分局局舍，今則做為「臺灣新文化運動紀念館」場館。

## 歷史
日本時代的臺北警力部署大約是以舊臺北城的北門為分界。北門以南的城內及其城南範圍歸「臺北南警察署」管轄，另一邊的北門之外一帶則歸「臺北北警察署」。而當時臺北北警察署廳舍，正是設於靠近臺北大稻埕地區的該古蹟建物。
臺北北警察署於昭和7年（1932年）8月8日開工、昭和8年（1933年）4月15日竣工，由臺灣總督府官房營繕課設計，為設於兩街口交接的臨街三層樓水泥建築。外觀上，該建築呈現流線型，警署入口就設於線條轉折處，並立有西洋圓柱表現其權威感。另外，牆面皆貼有臺北北投窯廠所出的褐色磁磚，窗子多為拱形半圓狀。

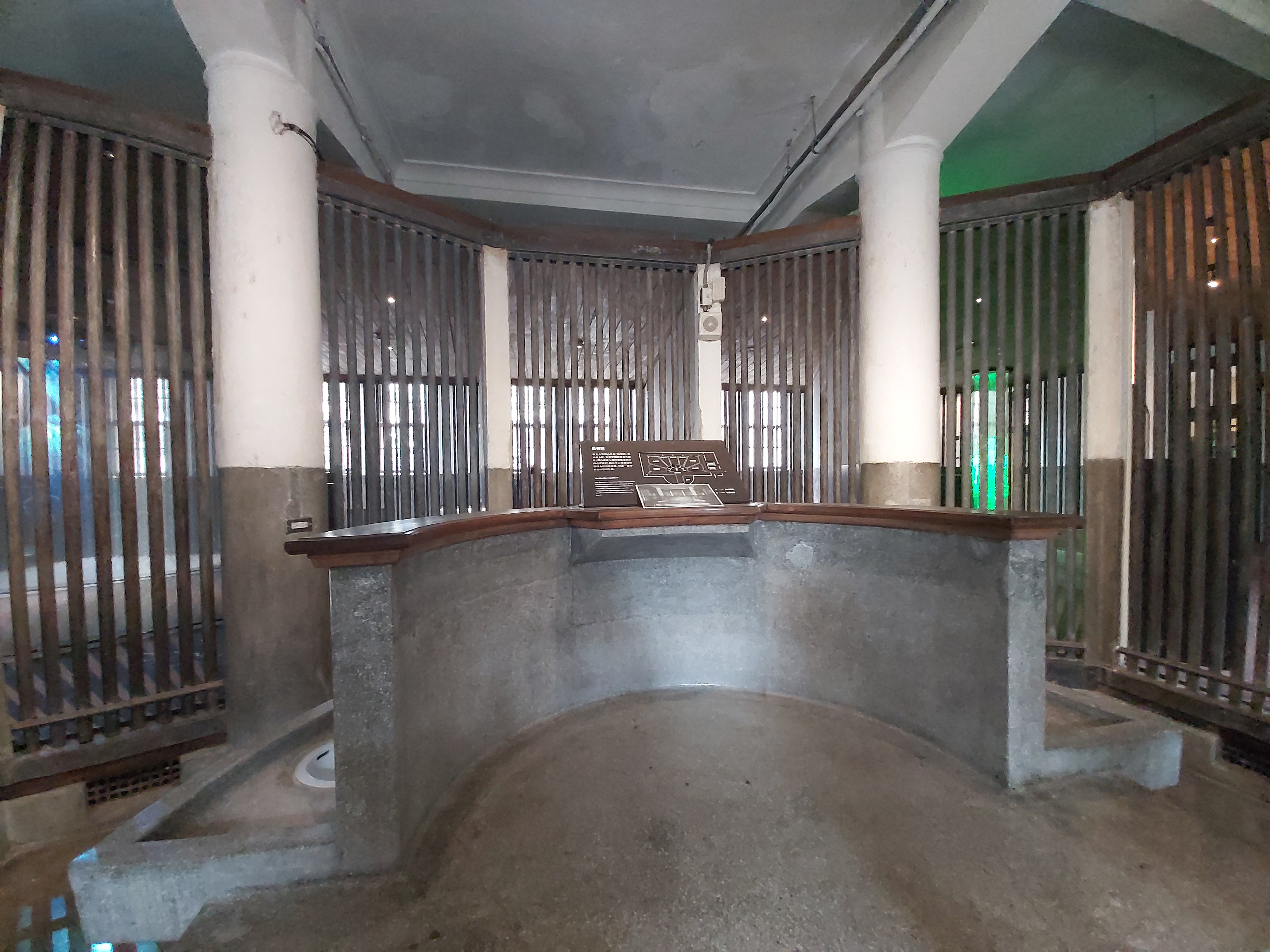
扇形拘留室

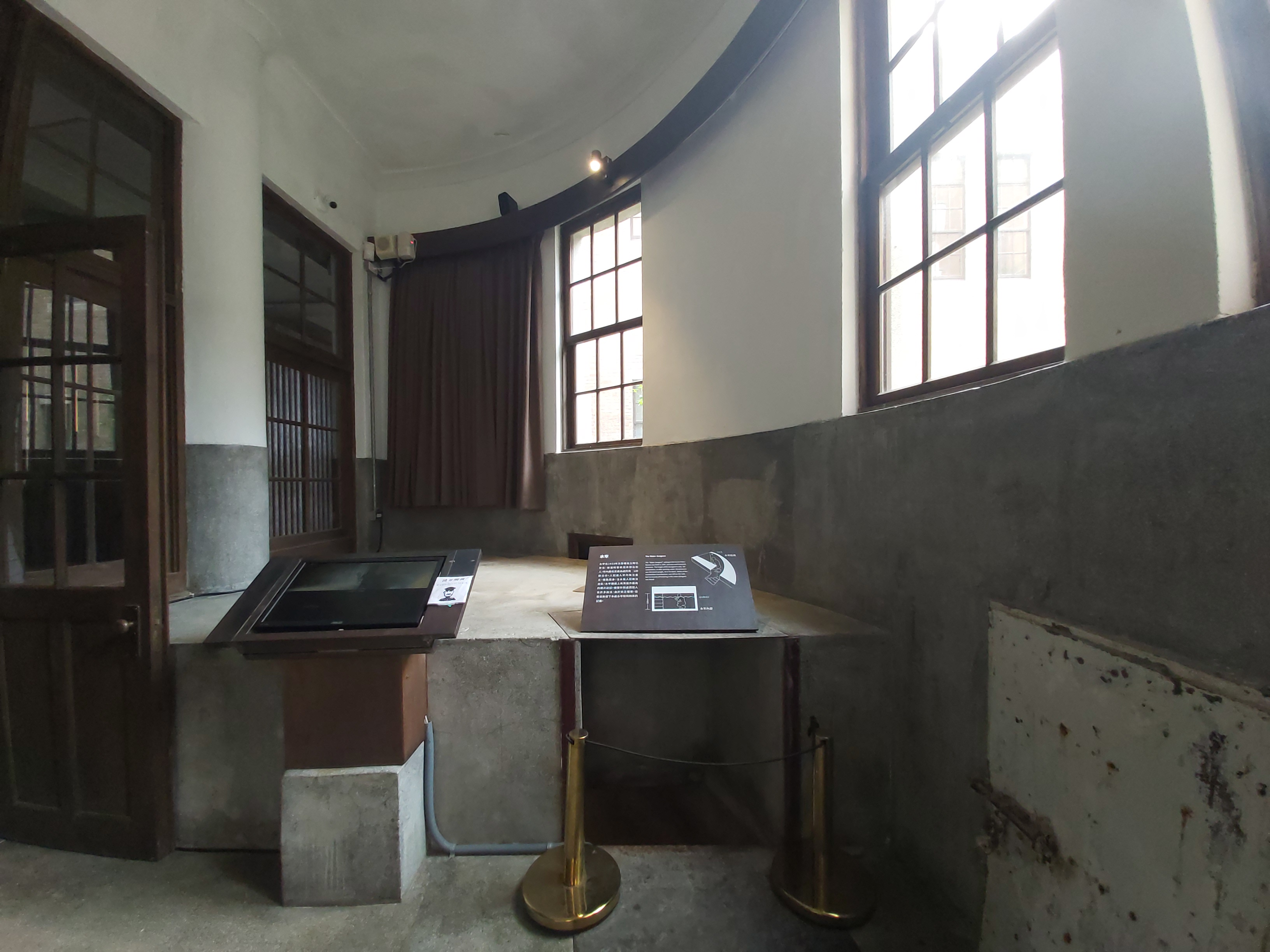
水牢

這棟折衷形式的現代建築除了外表顯眼之外，另還有幾個特殊景觀。其一是建物外的圍牆所用石塊，正是明治33年（1900年）拆掉臺北城牆所遺留下來的。而該建物內，尚有見證歷史且台灣僅存的扇形拘留室及難得一見的水牢。

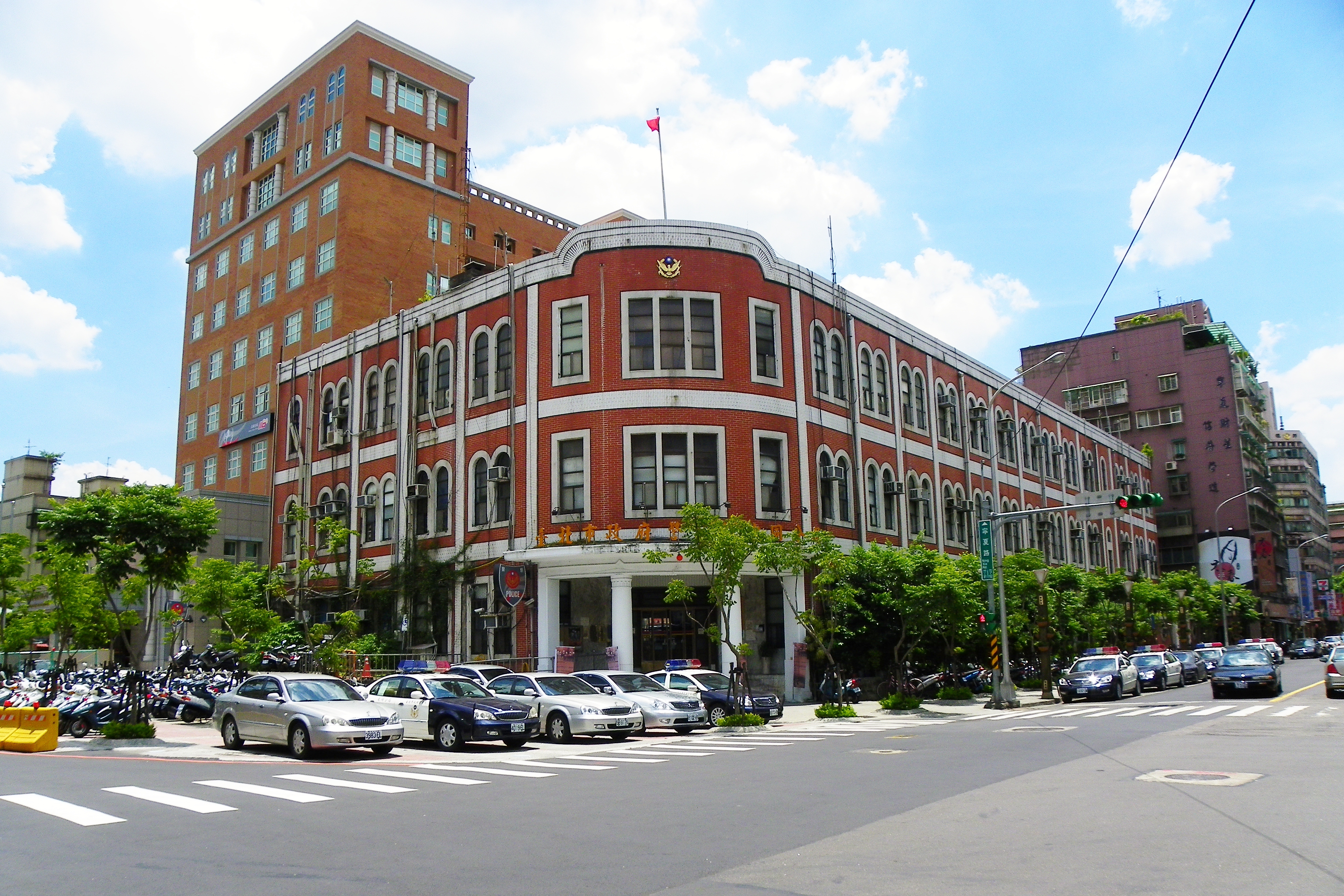
修復工程前的原臺北北警察署與左後方大同分局廳舍

1945年後，臺北警察署改制為臺北市政府警察局，臺北北警察署的進駐單位也歷經「刑警總隊」、「第一分局」與「大同分局」（1990年－2012年）。臺北市政府於1998年指定其為三級古蹟，並規劃將其改建為公眾參觀的「警察博物館」。

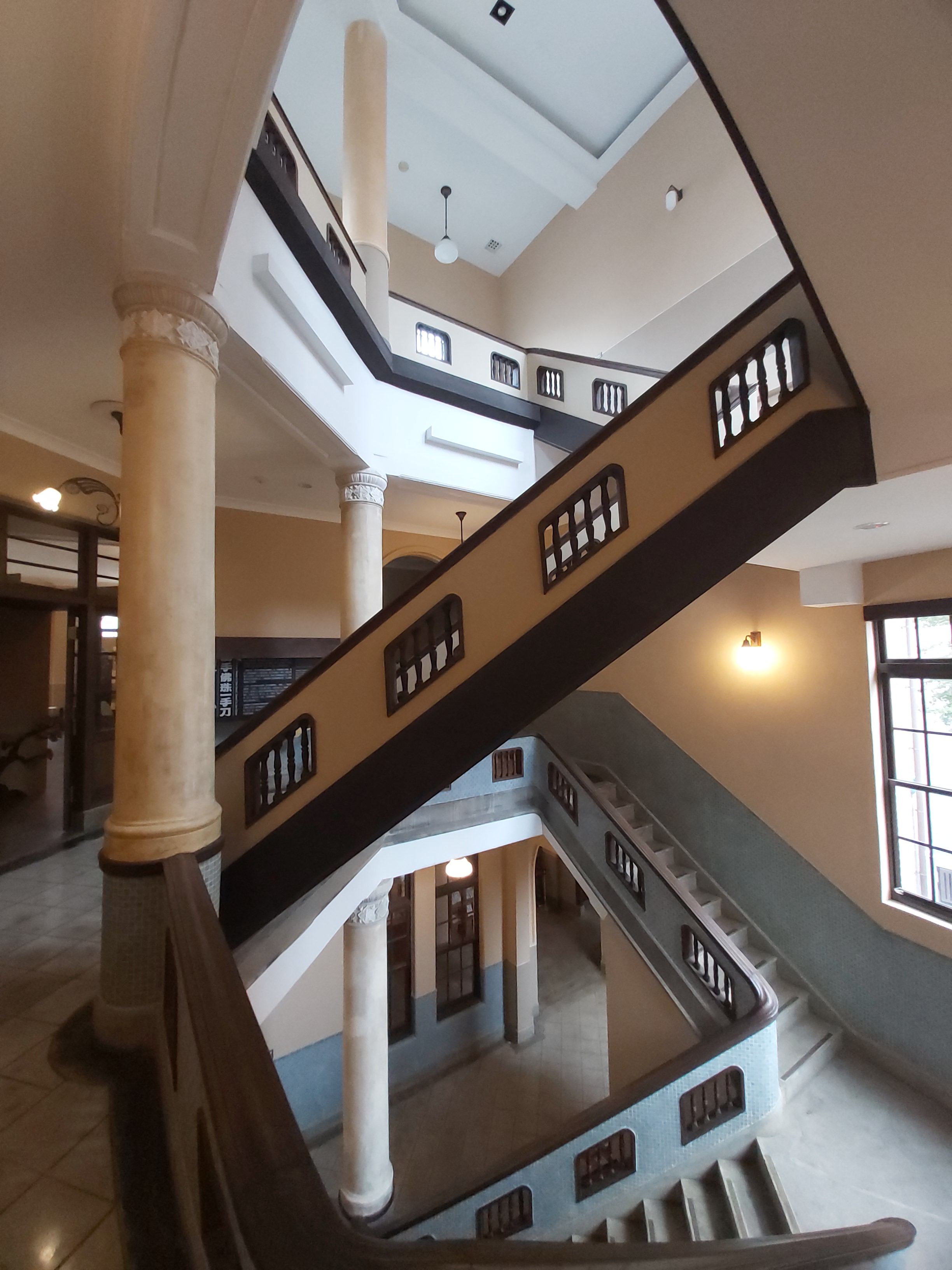
修復工程完成後的原臺北北警察署（臺灣新文化運動紀念館）樓梯

2006年10月17日，為紀念臺灣文化協會成立85週年，臺北市政府於臺北北警察署3樓簡報室成立臺灣新文化運動紀念館籌備處。由於臺北北警察署為市定古蹟不能進行改建，臺北市政府警察局大同分局隨業務及人員擴增不敷使用。規劃在臺北北警察署後方原停車場新建大樓，2010年1月動土開工，2012年12月1日啟用；臺北北警察署改設為臺灣新文化運動紀念館。
2013年5月23日，臺北市政府文化局與臺北市政府警察局完成臺北北警察署點交作業，臺北北警察署開始進行古蹟修復工程恢復原貌，做為臺灣新文化運動紀念館使用。
2018年10月14日，臺灣新文化運動紀念館開館。

## 管轄區域
北署位在蓬萊町（現大同區寧夏路錦西街口），署長由警視任之。大正9年（1920年）設置，其前身為大稻埕警察署。以下是昭和16年（1941年）北署直轄和轄下警察官吏派出所（以下簡稱派出所）管轄區域一覽。
| 名稱               | 位置           | 受持區域 |
| ------------------ | -------------- | --- |
| 直轄               | 蓬萊町         | 蓬萊町、日新町二丁目、同三丁目 |
| 太平町五丁目派出所 | 太平町五丁目   | 太平町四丁目之一部、同五丁目、同六丁目、永樂町五丁目之一部                                                                               |
| 大橋町派出所       | 大橋町二丁目   | 大橋町二丁目、同三丁目、同四丁目、太平町七丁目、同八丁目、同九丁目                                                                       |
| 永樂町五丁目派出所 | 永樂町五丁目   | 大橋町一丁目、港町四丁目、永樂町五丁目之一部                                                                                             |
| 永樂町四丁目派出所 | 永樂町四丁目   | 太平町三丁目之一部、同四丁目之一部、永樂町三丁目、同四丁目                                                                               |
| 港町派出所         | 港町一丁目     | 港町一丁目、同二丁目、同三丁目、永樂町一丁目、同二丁目                                                                                   |
| 建成町派出所       | 建成町二丁目   | 北門町之一部（鐵道線以北）、上奎府町二丁目                                                                                               |
| 太平町一丁目派出所 | 太平町一丁目   | 下奎府町一丁目之一部、同二丁目之一部、同三丁目之一部、北門町之一部（鐵道線以北）、建成町一丁目之一部、太平町一丁目、泉町一丁目、同二丁目 |
| 太平町二丁目派出所 | 太平町二丁目   | 太平町二丁目、建成町一丁目之一部、日新町一丁目之一部                                                                                     |
| 下奎府町派出所     | 下奎府町二丁目 | 下奎府町一丁目之一部、同二丁目之一部、同三丁目之一部、建成町一丁目之一部                                                                 |
| 太平町三丁目派出所 | 太平町三丁目   | 太平町三丁目之一部、日新町一丁目之一部                                                                                                   |
| 宮前町派出所       | 宮前町         | 宮前町、下奎府町四丁目、西新庄子 |
| 大宮町派出所       | 大宮町         | 大宮町、圓山町、大直 |
| 大龍峒町派出所     | 大龍峒町       | 大龍峒町、河合町 |
| 御成町派出所       | 御成町二丁目   | 大正町、御成町、三橋町 |
| 中崙派出所         | 中崙           | 上埤頭、中崙、朱厝崙、中庄子、頂東勢之一部                                                                                               |
| 松山派出所         | 松山           | 松山、舊里族 |
| 上塔悠派出所       | 上塔悠         | 上塔悠、下塔悠、下埤頭、頂東勢之一部 |

## 外部連結
- 臺灣新文化運動紀念館 （页面存档备份，存于）
- 原臺北北警察署-文化部文化資產局 （页面存档备份，存于）
- 臺灣新文化運動紀念館 Taiwan New Cultural Movement Memorial Museum的Facebook專頁